# Macrobiotus semmelweisi
Espèce
Macrobiotus semmelweisi est une espèce de tardigrades de la famille des Macrobiotidae.

## Distribution
Cette espèce est endémique de Nouvelle-Zélande.

## Étymologie
Cette espèce est nommée en l'honneur d'Ignace Philippe Semmelweis.

## Publication originale
- Pilato, Binda & Lisi, 2006 : Eutardigrada from New Zealand, with descriptions of two new species. New Zealand Journal of Zoology, vol. 33, no 1, p. 49-63 (texte intégral).